# ريتشارد تايلور (عالم رياضيات)
ريتشارد لورانس تايلور (بالإنجليزية: Richard Taylor)‏ (ولد في 19 مايو 1962) هو عالم رياضيات بريطاني وأمريكي  يعمل في مجال نظرية الأعداد.  وهو حاليًا أستاذ الرياضيات في جامعة ستانفورد ومعهد الدراسات المتقدمة. 

## الجوائز والتكريم
- جائزة أوستروفسكي (2001).[9]